# اولیویه آزماکر
اولیویه آزماکر (فرانسوی: Olivier Asmaker‎؛ زادهٔ ۱۳ مارس ۱۹۷۳) دوچرخه‌سوار اهل فرانسه است.